# 双桥遗址 (肥东县)
双桥遗址，是位于中国安徽省合肥市肥东县店埠镇双桥村的一个周代古遗址，2013年被合肥市人民政府公布为第五批合肥市文物保护单位。
双桥遗址面积8000平方米，比周围高4.5米，采集到的文物有饰以绳纹的夹砂红陶片，以鬲足、鬲口沿为主要器形。